# Gondar (Caminha)
Gondar ist ein Ort und eine ehemalige Gemeinde (Freguesia) im nordportugiesischen Kreis Caminha. Die Gemeinde hatte 222 Einwohner (Stand 30. Juni 2011).
Am 29. September 2013 wurden die Gemeinden Gondar und Orbacém zur neuen Gemeinde União das Freguesias de Gondar e Orbacém zusammengeschlossen. Gondar ist Sitz dieser neu gebildeten Gemeinde.